# Typhlops wilsoni
Typhlops wilsoni este o specie de șerpi din genul Typhlops, familia Typhlopidae, descrisă de Wall 1908. Conform Catalogue of Life specia Typhlops wilsoni nu are subspecii cunoscute.